# Itek Air
Itek Air – zlikwidowana kirgiska linia lotnicza z siedzibą w Biszkeku. Została założona w 1999 roku. Węzeł lotniczy linii znajdował się w Porcie lotniczym Biszkek-Manas. Itek Air była obecna na czarnej liście linii lotniczych, które nie mogą lądować na lotniskach w Unii Europejskiej.

## Flota
- 2 Boeingi 737-200

## Porty docelowe

### Azja
- Chiny
  - Port lotniczy Ürümqi-Diwopu
- Kirgistan
  - Port lotniczy Biszkek
  - Port lotniczy Osz

### Europa
- Rosja
  - Port lotniczy Moskwa-Domodiedowo

## Katastrofy i wypadki
- Katastrofa lotu Iran Aseman Airlines 6895